# أرنو لولان
أرنو لولان (بالفرنسية: Arnaud Le Lan)‏ (مواليد 22 مارس 1978 في بونتيفي - فرنسا) لاعب كرة قدم فرنسي يلعب حاليا لصالح نادي الدرجة الأولى لوريان الفرنسي منذ 2008 في مركز قلب الدفاع .

## روابط خارجية
- أرنو لولان على موقع رابطة كرة القدم الفرنسية للمحترفين (الإنجليزية)
- أرنو لولان على موقع قاعدة بيانات كرة القدم.إي يو (الإنجليزية)
- أرنو لولان على موقع ليكيب (الفرنسية)
- أرنو لولان على موقع AS.com (الإسبانية)